# Pedro Etchegoyen
Pedro Domingo Etchegoyen Arambura (Montevideo, 21 maggio 1894 – ...) è stato un calciatore uruguaiano, di ruolo attaccante.

## Palmarès

### Nazionale
- Oro olimpico: 1

Parigi 1924
- Campeonato Sudamericano de Football: 1

1923